# Sterkspruit
Sterkspruit est une ville située dans la municipalité locale de Senqu, dans le district municipal de Joe Gqabi, dans la province du Cap-Oriental en Afrique du Sud.
La ville se trouve à environ 45 km au sud-est de Zastron, 80 km au nord-est d'Aliwal North et à 24 km de la frontière avec le Lesotho.Elle tire son nom de la rivière Sterkspruit, sur laquelle elle est située. Le nom, en afrikaans, signifie « cours d'eau puissant »,.

## Sante
La ville abrite l'hôpital de district d'Empilisweni, un hôpital public de niveau 1 financé et géré par le gouvernement, disposant de 93 lits utilisables. Étant situé à proximité des frontières du Lesotho et de l'État libre, il fournit également des services de santé aux citoyens transfrontaliers qui se rendent à Sterkspruit. La qualité de l'eau a été un problème majeur, avec 140 bébés décédés en 2008 après avoir bu de l'eau contaminée.

## Manifestations
En 2013, la ville a été paralysée pendant deux semaines à la suite de manifestations organisées par l'Association civique de Sterkspruit, dont l'objectif était de créer une municipalité distincte et autonome.
Les protestations de 2013 ont été marquées par des tensions importantes, avec des résidents réclamant une meilleure gestion des services publics et une autonomie administrative. Les manifestants estimaient que la municipalité de Senqu, à laquelle Sterkspruit était rattachée, ne répondait pas adéquatement aux besoins de la communauté. Les revendications incluaient une amélioration des infrastructures, de l'accès à l'eau potable et des services de santé.
Ces manifestations ont conduit à des perturbations majeures dans la ville, avec des barricades érigées dans les rues et des commerces forcés de fermer temporairement. Bien que les protestations aient attiré l'attention sur les préoccupations des habitants, la demande de création d'une municipalité distincte n'a pas abouti à l'époque,,,.